# Cantonul Besançon-Est
Cantonul Besançon-Est este un canton din arondismentul Besançon, departamentul Doubs, regiunea Franche-Comté, Franța.

## Comune
- Besançon (parțial, reședință)
- Chalezeule
- Chalèze

Wijken van Besançon in dit kanton:
- Bregille
- Helvétie
- Fontaine-Argent
- Clairs-Soleils
- Chaprais
- Cras
- Mouillère
- Prés-de-Vaux